# James Gourlay (1862–1926)
James Gourlay (ur. 30 października 1862 w Cambuslang, zm. 8 czerwca 1926 tamże) – szkocki piłkarz występujący na pozycji napastnika.
W sezonie 1887/1888 dotarł z Cambuslang do finału Pucharu Szkocji, przegranego przez jego zespół 1:6 z Renton.
W reprezentacji Szkocji wystąpił jeden raz, 20 marca 1886 w wygranym 7:2 meczu British Home Championship z Irlandią i strzelił wówczas gola.